# Łukasz Janik
Łukasz Janik (ur. 17 grudnia 1985 w Jeleniej Górze) – polski bokser wagi junior ciężkiej.

## Kariera amatorska
Karierę bokserską rozpoczął w wieku 15 lat, w klubie MKS Jelenia Góra. Jego pierwszym trenerem był Zenon Kaczor. Po dwóch latach, w związku z upadłością MKS, przeszedł do klubu Mechanik w tym samym mieście. Przez 6 lat będąc reprezentantem tego zespołu, trafił do kadry narodowej. Zdobył sześć tytułów mistrza Polski w różnych kategoriach wagowych.
W 2006 zdobył mistrzostwo Polski seniorów w boksie amatorskim w wadze ciężkiej oraz wicemistrzostwo Unii Europejskiej. Jako amator stoczył około 120 walk, z czego ponad 100 wygrał przed czasem.

## Kariera zawodowa
W grudniu 2006 roku podpisał pierwszy zawodowy kontrakt, z niemiecką grupą promotorską Wilfireda Sauerlanda.
16 grudnia 2006 zadebiutował na zawodowym ringu, pokonując przez techniczny nokaut w 3 rundzie, Belga Abdelhadiego Hanine'a.
17 maja 2008 stoczył swoją ostatnią walkę w grupie promotorskiej Sauerlanda. Po 6-rundowym pojedynku zwyciężył jednogłośnie na punkty Zambijczyka Leona Nzamę. W sumie jako bokser niemieckiego managera stoczył 10 walk, z czego wszystkie wygrał.
W grudniu 2008 roku podpisał kontrakt z polską grupą promotorska Bullit Knockout Promotions.
13 grudnia 2008 po raz pierwszy stoczył walkę przed polską publicznością, pokonując Słowaka Petera Oraveca w 1 rundzie przez techniczny nokaut.
24 października 2009 na gali w Łodzi, gdzie walką wieczoru był pojedynek pomiędzy Andrzejem Gołotą i Tomaszem Adamkiem, po 15 wygranych z rzędu, Janik przegrał walkę z Mateuszem Masternakiem w 5 rundzie przez techniczny nokaut.
15 maja 2010 wystąpił na gali w Łodzi przed pojedynkiem wieczoru pomiędzy Krzysztofem Włodarczykiem a Giacobbe Fragomenim. W 4 rundzie, przez nokaut pokonał Włocha Michele Di Meo.
12 czerwca 2010 odniósł 20 zwycięstwo na zawodowym ringu. Po 8 rundach pokonał jednogłośnie na punkty Węgra Gabora Halasza.
23 października zmierzył się z byłym rywalem Wojciecha Bartnika Princem Anthonym Ikeji. Już w 25 sekundzie pierwszej rundy pojedynku Polak był liczony, jednak ostatecznie w tej samej odsłonie znokautował rywala odnosząc 21 zawodowe zwycięstwo.
2 kwietnia 2011 pokonał w 2 rundzie przez nokaut Cristiana Dolzanelliego, zdobywając pas WBC Baltic Silver.
22 września 2012 po półtorarocznej przerwie od boksowania, spowodowanej konfliktem z promotorem Andrzejem Wasilewskim, Janik powrócił na ring podczas gali we Wrocławiu. W 2 rundzie przez nokaut pokonał Romana Kracika.
8 grudnia 2012 pokonał jednogłośnie na punkty, w ośmiorundowym pojedynku, Ismaila Abdoula, stosunkiem punktowym 77:75, 80:73 oraz 77:76.
2 listopada 2013 w pojedynku o wakujący tytuł Mistrza Świata federacji IBO, zmierzył się z Olą Afolabi. Po 12 rundowym pojedynku, sędziowie wypunktowali wygraną Brytyjczyka, stosunkiem dwa do remisu (114:114, 111:117 i 113:115). Była to druga porażka Janika w zawodowej karierze.
5 grudnia 2014 na gali w Kopalni Soli w Wieliczce pokonał przez nokaut w siódmej rundzie Argentyńczyka Franco Raula Sancheza (18-10-2).
22 maja 2015 w Moskwie przegrał przez techniczny nokaut w dziewiątej rundzie z Grigorijem Drozdem.
24 czerwca 2017 w Gdańsku przegrał przez nokaut  w czwartej rundzie z Adamem Balskim.

## Życie prywatne
Po walce z Afolabim w 2013 uzależnił się od alkoholu i narkotyków. W listopadzie 2015 w Dublinie przeżył sepsę i przez dwa tygodnie był w śpiączce. Na początku 2016 miał dwa wypadki samochodowe, gdy stracił przytomność za kierownicą po biegu na Śnieżkę w Karpaczu. We wrześniu 2017 w hotelu we Wrocławiu dostał ataku padaczki, przez trzy dni był w śpiączce na oddziale intensywnej terapii i przeżył śmierć kliniczną.
23 października 2018 trafił do więzienia za nieodpracowanie godzin prac społecznych w związku z wypadkiem samochodowym w 2016. Sąd rejonowy w Jeleniej Górze skazał go na godziny prac społecznych za wypadek w Karpaczu, ponieważ wykryto w jego organizmie tetrahydrokannabinol.
Jako nawrócony chrześcijanin związał się z Kościołem Chrześcijańskim „Słowo Wiary”.